# Briton and Boer
Pour les articles homonymes, voir Briton et Boer.
Briton and Boer est un film muet américain réalisé par Francis Boggs et sorti en 1909.
Le film se déroule au début de la guerre des Boers, dans la ferme de Jobe De Larey, un Boer qui vit avec sa famille. 

## Synopsis
Alors qu'elle étudie dans une école anglaise de Kimberley, colonie du Cap en Afrique du Sud, Gretchen de Larey tombe amoureuse d'Allen Hornby, un anglais, surintendant des mines. Ce dernier  demande alors à Jobe, le père de Gretchen, son consentement pour épouser sa fille, ce qu'il refuse. 
Ce dernier est surpris par sa fille en train de comploter avec Piet Cronje pour s'emparer des mines. Plus tard, Hans, un jeune Boer que Jobe aurait souhaité avoir comme gendre, reçoit un message lui demandant de s'emparer des mines et de capturer Allen. Après avoir volé le cheval de Hans, Gretchen se rend à Kimberley pour où elle parvient à prévenir Allen.
Trois mois plus tard, alors que la guerre des Boers fait rage, Piet Cronje apprend par une dépêche les mouvements de troupe d'un groupe armé par Allen. Grâce à ces informations, il tend un piège aux soldats. La bataille tourne cependant court lorsqu'un régiment de Gordon Highlanders vient au secours des anglais obligeant les Boers à s'enfuir. Si Piet et Jobe livrent encore  plusieurs batailles contre le général anglais Lord Roberts, ce dernier contraint Piet à la reddition. De leur côté, Hans et Jobe se rendent de nuit à Kimberley avec l'intention de tuer Gretchen pour sa trahison. Allen arrive cependant à temps et tue Hans au cours d'un combat. 
Deux ans après la fin de la guerre des Boers, Jobe implore le pardon de sa fille et tout le monde se réconcilie.

## Fiche technique
- Titre : Briton and Boer
- Réalisation : Francis Boggs
- Production : William Selig
- Dates de sortie : 
  -  États-Unis : 25 octobre 1909

## Distribution
- Hobart Bosworth
- Tom Santschi
- Tom Mix